# Coccinelle à deux points
Adalia bipunctata
Espèce
La Coccinelle à deux points (Adalia bipunctata) est une espèce de Coléoptères très commune de la famille des Coccinellidae qui se rencontre dans l'hémisphère nord. Elle se distingue par ses élytres habituellement rouges maculés de deux points noirs.

## Polymorphisme

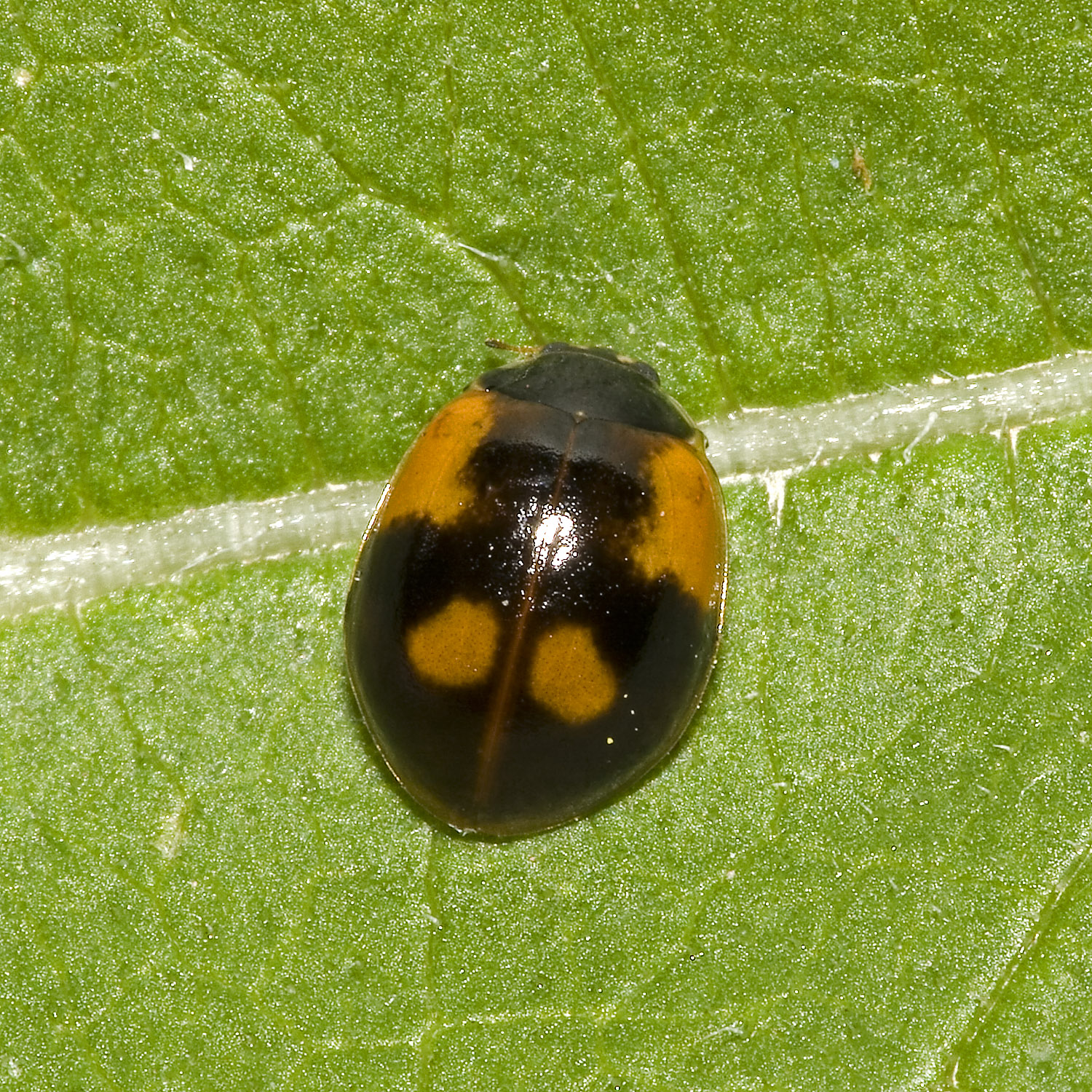
Autres couleurs

Cet insecte présente un grand polymorphisme au niveau des couleurs. Ces variétés restent cependant parfaitement interfécondes.
Adalia bipunctata est noire surtout dans le nord de son aire où cette particularité facilite la récupération de chaleur.

## Cycle de vie

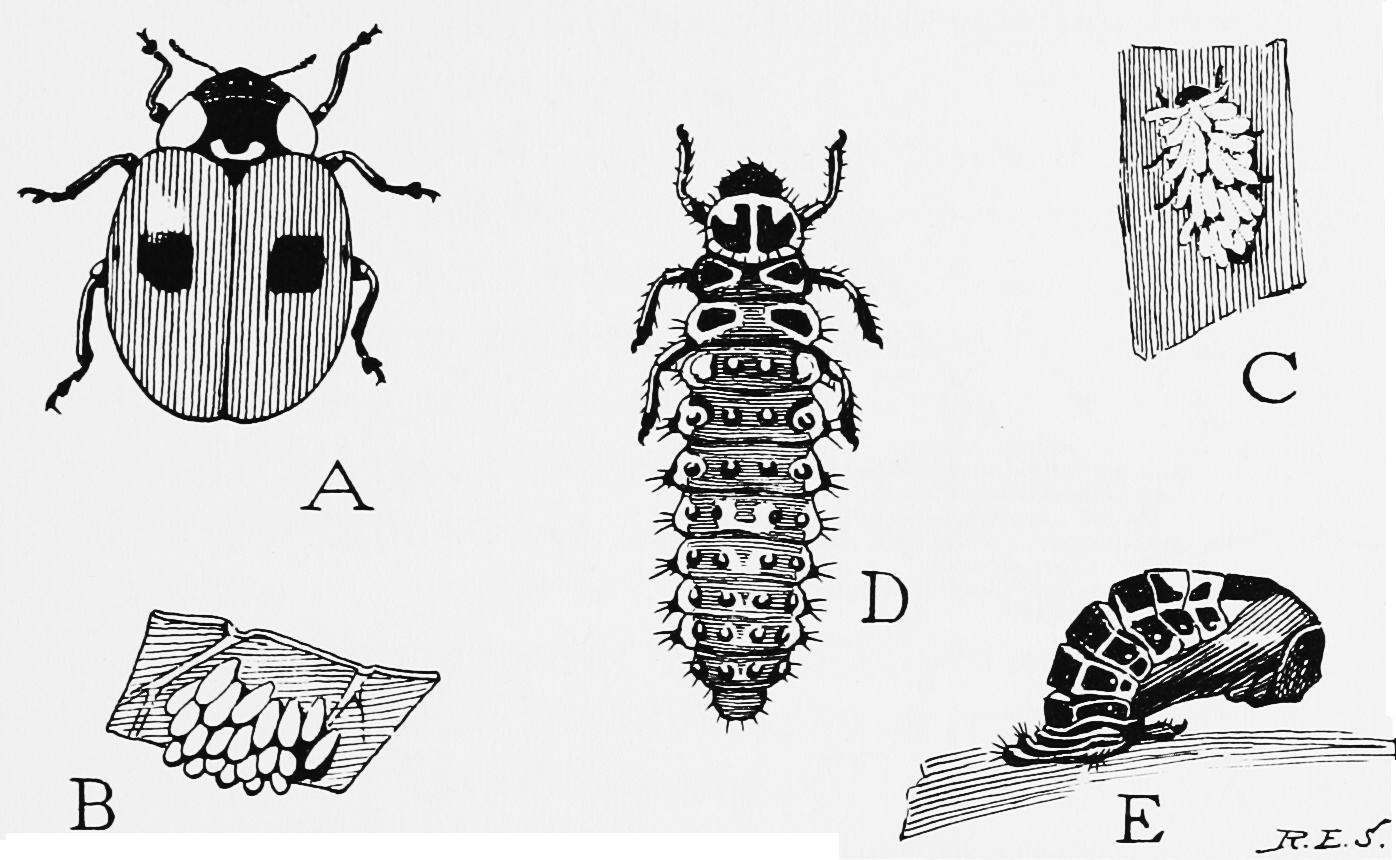
Cycle de vie

La femelle pond entre 20 et 50 œufs par jour.
La larve des coccinelles est appelée triongulin.

## Alimentation
L'adulte comme la larve se nourrissent d’aphidiens, de cochenilles et autres petits insectes. La coccinelle à deux points peut manger 30 à 40 pucerons par jour et ses larves 12 à 50.

Le puceron cendré du chou, qui s’alimente du chou, emmagasine dans son hémolymphe certains métabolites protéiques, dont les glucosinolates, et une enzyme, dont la myrosinase, afin de synthétiser des produits biologiquement actifs. Les larves d'Adalia bipunctata qui s’en nourrissent sont intoxiquées et présentent un faible taux de survie.
Une fois ailé, le puceron du chou constitue un faible risque d'intoxication pour la coccinelle à deux points.

## Distribution géographique
Elle est très commune depuis le centre jusqu’à l’ouest de l’Europe et en Amérique du Nord.
Elle fut introduite en Nouvelle-Zélande.

## Habitat
Elle fréquente des milieux variés (prairies, haies, jardins...)

## Philatélie
Ce coléoptère figure sur une émission de la République démocratique allemande de 1968 (valeur faciale : 20 p.).

## Utilisation comme agent de lutte biologique
Adalia bipunctata est utilisé comme agent de lutte biologique localisé contre les pucerons, par exemple, dans les serres.
La coccinelle à deux points a été introduite en Australie spécifiquement comme agent de lutte biologique.